# Calanthe
Calanthe – rodzaj roślin z rodziny storczykowatych (Orchidaceae). Należy do niego około 275 gatunków, spośród których typowym jest C. veratrifolia Ker-Gawler, 1823, nom. illeg..

## Występowanie
Rośliny z rodzaju Calanthe występują w strefie tropikalnej, głównie w Azji.

## Systematyka
Rodzaj sklasyfikowany do plemienia Collabieae, podrodzina epidendronowe (Epidendroideae), rodzina storczykowate (Orchidaceae), rząd szparagowce (Asparagales) w obrębie roślin jednoliściennych.
Wykaz gatunków
- Calanthe abbreviata (Blume) Lindl.
- Calanthe aceras Schltr.
- Calanthe africana M.W.Chase, Christenh. & Schuit.
- Calanthe alba W.Suarez & Cootes
- Calanthe albolutea Ridl.
- Calanthe alismifolia Lindl.
- Calanthe alleizettei Gagnep.
- Calanthe alpina Hook.f. ex Lindl.
- Calanthe alta Rchb.f.
- Calanthe amboinensis (Blume) M.W.Chase, Christenh. & Schuit.
- Calanthe angustifolia (Blume) Lindl.
- Calanthe aquamarina Schuit. & de Vogel
- Calanthe arcuata Rolfe
- Calanthe arfakana J.J.Sm.
- Calanthe argenteostriata C.Z.Tang & S.J.Cheng
- Calanthe arisanensis Hayata
- Calanthe aristulifera Rchb.f.
- Calanthe aruank P.Royen
- Calanthe aurantiaca Ridl.
- Calanthe aureiflora J.J.Sm.
- Calanthe averyanoviana M.W.Chase, Christenh. & Schuit.
- Calanthe baconii (J.J.Wood & Shim) M.W.Chase, Christenh. & Schuit.
- Calanthe balansae Finet
- Calanthe baliensis J.J.Wood & J.B.Comber
- Calanthe beamanii P.J.Cribb
- Calanthe beleensis Ormerod & P.J.Cribb
- Calanthe bicalcarata J.J.Sm.
- Calanthe biloba Lindl.
- Calanthe bingtaoi J.W.Zhai, L.J.Chen & Z.J.Liu
- Calanthe bivalvis P.J.Cribb & Ormerod
- Calanthe borneensis (J.J.Sm.) M.W.Chase, Christenh. & Schuit.
- Calanthe brassii Ormerod
- Calanthe brevicornu Lindl.
- Calanthe burkei P.J.Cribb
- Calanthe calanthoides (A.Rich. & Galeotti) Hamer & Garay
- Calanthe callosa (Blume) M.W.Chase, Christenh. & Schuit.
- Calanthe camptoceras Schltr.
- Calanthe cardioglossa Schltr.
- Calanthe carrii Govaerts
- Calanthe caulescens J.J.Sm.
- Calanthe caulodes J.J.Sm.
- Calanthe ceciliae Rchb.f.
- Calanthe celebica Rolfe
- Calanthe chevalieri Gagnep.
- Calanthe chloroleuca Lindl.
- Calanthe chrysoglossoides J.J.Sm.
- Calanthe clavata Lindl.
- Calanthe clavicalcar J.J.Sm.
- Calanthe claytonii P.J.Cribb
- Calanthe coiloglossa Schltr.
- Calanthe columnaris (C.Z.Tang & S.J.Cheng) M.W.Chase, Christenh. & Schuit.
- Calanthe conspicua Lindl.
- Calanthe coodei P.J.Cribb
- Calanthe cooperi (Rolfe) M.W.Chase, Christenh. & Schuit.
- Calanthe cootesii Naive
- Calanthe corymbioides (Schltr.) M.W.Chase, Christenh. & Schuit.
- Calanthe cremeoviridis J.J.Wood
- Calanthe crenulata J.J.Sm.
- Calanthe crispifolia Ormerod
- Calanthe cruciata Schltr.
- Calanthe crumenata Ridl.
- Calanthe crystallina P.J.Cribb
- Calanthe curvatoascendens Gilli
- Calanthe daenikeri (Kraenzl.) M.W.Chase, Christenh. & Schuit.
- Calanthe davaensis Ames
- Calanthe davidii Franch.
- Calanthe daymanensis Ormerod & P.J.Cribb
- Calanthe decora M.W.Chase, Christenh. & Schuit.
- Calanthe delavayi Finet
- Calanthe densiflora Lindl.
- Calanthe devogelii P.J.Cribb & D.A.Clayton
- Calanthe discolor Lindl.
- Calanthe dolichopoda Fukuy.
- Calanthe dulongensis H.Li, R.Li & Z.L.Dao
- Calanthe duyana Aver.
- Calanthe ecalcarata (J.J.Sm.) M.W.Chase, Christenh. & Schuit.
- Calanthe ecallosa J.J.Sm.
- Calanthe ecarinata Rolfe ex Hemsl.
- Calanthe emeishanica K.Y.Lang & Z.H.Tsi
- Calanthe engleriana Kraenzl.
- Calanthe epiphytica Carr
- Calanthe fargesii Finet
- Calanthe ferruginea M.W.Chase, Christenh. & Schuit.
- Calanthe finisterrae Schltr.
- Calanthe fissa L.O.Williams
- Calanthe flava (Blume) C.Morren
- Calanthe floresana P.J.Cribb
- Calanthe forbesii Ridl.
- Calanthe formosana Rolfe
- Calanthe fragrans P.Royen
- Calanthe francoisii (Schltr.) M.W.Chase, Christenh. & Schuit.
- Calanthe fugongensis X.H.Jin & S.C.Chen
- Calanthe geelvinkensis J.J.Sm.
- Calanthe gibbsiae Rolfe
- Calanthe goodenoughiana Ormerod & P.J.Cribb
- Calanthe graciliflora Hayata
- Calanthe graciliscapa Schltr.
- Calanthe grandiflora Nadeaud
- Calanthe grata (Blume) M.W.Chase, Christenh. & Schuit.
- Calanthe griffithii Lindl.
- Calanthe gustavii M.W.Chase, Christenh. & Schuit.
- Calanthe habbemensis Ormerod & P.J.Cribb
- Calanthe hainanensis (C.Z.Tang & S.J.Cheng) M.W.Chase & Schuit.
- Calanthe halconensis Ames
- Calanthe hancockii Rolfe
- Calanthe hattorii Schltr.
- Calanthe hekouensis (Tsukaya, M.Nakaj. & S.K.Wu) M.W.Chase, Christenh. & Schuit.
- Calanthe henryi Rolfe
- Calanthe herbacea Lindl.
- Calanthe himalaicum Raskoti
- Calanthe hirsuta Seidenf.
- Calanthe hololeuca Rchb.f.
- Calanthe hoshii S.Kobay.
- Calanthe humblotii (Rchb.f.) M.W.Chase, Christenh. & Schuit.
- Calanthe hyacinthina Schltr.
- Calanthe imthurnii Kores
- Calanthe indigofera (Hassk.) M.W.Chase, Christenh. & Schuit.
- Calanthe indochinensis (Seidenf. & Ormerod) M.W.Chase, Christenh. & Schuit.
- Calanthe inflata Schltr.
- Calanthe insularis S.H.Oh, H.J.Suh & C.W.Park
- Calanthe izu-insularis (Satomi) Ohwi & Satomi
- Calanthe johorensis Holttum
- Calanthe judithiae P.J.Cribb
- Calanthe jusnerii Boxall ex Náves
- Calanthe kaniensis Schltr.
- Calanthe kemulensis J.J.Sm.
- Calanthe kermodei Ormerod & Kurzweil
- Calanthe keshabii Lucksom
- Calanthe kinabaluensis Rolfe
- Calanthe kooshunensis Fukuy.
- Calanthe labiata (J.J.Sm.) M.W.Chase, Christenh. & Schuit.
- Calanthe labrosa (Rchb.f.) Rchb.f.
- Calanthe lacerata Ames
- Calanthe laciniata (Ormerod) M.W.Chase, Christenh. & Schuit.
- Calanthe lambii P.J.Cribb
- Calanthe lamellosa Rolfe
- Calanthe lancilabris Ormerod & P.J.Cribb
- Calanthe landyae (P.J.Cribb & J.V.Stone) M.W.Chase, Christenh. & Schuit.
- Calanthe lechangensis Z.H.Tsi & Tang
- Calanthe leonidii P.J.Cribb & D.A.Clayton
- Calanthe leucosceptrum Schltr.
- Calanthe leuseri P.J.Cribb
- Calanthe ligo P.J.Cribb
- Calanthe limprichtii Schltr.
- Calanthe longgangensis Y.S.Huang & Yan Liu
- Calanthe longibracteata Ridl.
- Calanthe longicornu (Guillaumin) M.W.Chase, Christenh. & Schuit.
- Calanthe longifolia Schltr.
- Calanthe longipes Hook.f.
- Calanthe lutea (Ursch & Toill.-Gen. ex Bosser) M.W.Chase, Christenh. & Schuit.
- Calanthe lyonii (Ames) M.W.Chase, Christenh. & Schuit.
- Calanthe lyroglossa Rchb.f.
- Calanthe madagascariensis Rolfe ex Hook.f.
- Calanthe mannii Hook.f.
- Calanthe maquilingensis Ames
- Calanthe masuca (D.Don) Lindl.
- Calanthe maxii P.O'Byrne
- Calanthe mcgregorii Ames
- Calanthe metoensis Z.H.Tsi & K.Y.Lang
- Calanthe micrantha Schltr.
- Calanthe microglossa Ridl.
- Calanthe millikenii P.J.Cribb
- Calanthe millotae Ursch & Genoud ex Bosser
- Calanthe mindorensis Ames
- Calanthe mishmensis (Lindl. & Paxton) M.W.Chase, Christenh. & Schuit.
- Calanthe moluccensis J.J.Sm.
- Calanthe monophylla Ridl.
- Calanthe montana (Schltr.) M.W.Chase, Christenh. & Schuit.
- Calanthe morotaiensis (Ormerod & Juswara) Schuit.
- Calanthe musa-amanii J.J.Wood
- Calanthe nana (Hook.f.) M.W.Chase, Christenh. & Schuit.
- Calanthe nankunensis Z.H.Tsi
- Calanthe nguyenthinhii Aver.
- Calanthe nicolae P.O'Byrne
- Calanthe nipponica Makino
- Calanthe nivalis Boxall ex Náves
- Calanthe obcordata (Lindl.) M.W.Chase, Christenh. & Schuit.
- Calanthe obreniformis J.J.Sm.
- Calanthe odora Griff.
- Calanthe okinawensis Hayata
- Calanthe oreadum Rendle
- Calanthe otuhanica C.L.Chan & T.J.Barkman
- Calanthe ovalifolia Ridl.
- Calanthe ovata Ridl.
- Calanthe parvilabris Schltr.
- Calanthe pauciflora (Blume) M.W.Chase, Christenh. & Schuit.
- Calanthe pauciverrucosa J.J.Sm.
- Calanthe pavairiensis Ormerod
- Calanthe perrottetii A.Rich.
- Calanthe petelotiana Gagnep.
- Calanthe peyrotii (Bosser) M.W.Chase, Christenh. & Schuit.
- Calanthe philippinensis (N.E.Br.) M.W.Chase, Christenh. & Schuit.
- Calanthe plantaginea Lindl.
- Calanthe poiformis P.J.Cribb & Ormerod
- Calanthe polyantha Gilli
- Calanthe puberula Lindl.
- Calanthe pulchella (Kraenzl.) M.W.Chase, Christenh. & Schuit.
- Calanthe pulchra (Blume) Lindl.
- Calanthe pullei J.J.Sm.
- Calanthe punctata Kurzweil
- Calanthe reflexilabris J.J.Sm.
- Calanthe reflexipetala (J.J.Wood & Shim) M.W.Chase, Christenh. & Schuit.
- Calanthe rhodochila Schltr.
- Calanthe rigida Carr
- Calanthe robertsii (F.Muell.) M.W.Chase, Christenh. & Schuit.
- Calanthe rosea (Lindl.) Benth.
- Calanthe rubens Ridl.
- Calanthe rubra S.H.Oh, H.J.Suh & C.W.Park
- Calanthe ruthiae (P.T.Ong & P.O'Byrne) Schuit.
- Calanthe ruttenii J.J.Sm.
- Calanthe saccata J.J.Sm.
- Calanthe sacculata Schltr.
- Calanthe salaccensis J.J.Sm.
- Calanthe sandsii P.J.Cribb
- Calanthe scaposa Z.H.Tsi & K.Y.Lang
- Calanthe secunda P.J.Cribb
- Calanthe seranica J.J.Sm.
- Calanthe siargaoensis M.Leon, Naive & Cootes
- Calanthe sieboldopsis B.Y.Yang & Bo Li
- Calanthe simplex Seidenf.
- Calanthe simulans (Rolfe) M.W.Chase, Christenh. & Schuit.
- Calanthe sinica Z.H.Tsi
- Calanthe solomonensis P.J.Cribb & D.A.Clayton
- Calanthe spathoglottoides Schltr.
- Calanthe speciosa (Blume) Lindl.
- Calanthe steinhardtiana (Senghas) M.W.Chase, Christenh. & Schuit.
- Calanthe stella P.J.Cribb
- Calanthe stenocentron (Schltr.) M.W.Chase, Christenh. & Schuit.
- Calanthe striata R.Br. ex Spreng.
- Calanthe subtriloba (Ames & C.Schweinf.) M.W.Chase, Christenh. & Schuit.
- Calanthe succedanea Gagnep.
- Calanthe sylvatica (Thouars) Lindl.
- Calanthe taenioides J.J.Sm.
- Calanthe tahitensis Nadeaud
- Calanthe taibaishanensis M.Guo, J.W.Zhai & L.J.Chen
- Calanthe takeoi Hayata
- Calanthe takeuchii Ormerod & P.J.Cribb
- Calanthe tankervilleae (Banks) M.W.Chase, Christenh. & Schuit.
- Calanthe tenuis Ames & C.Schweinf.
- Calanthe testacea M.W.Chase, Christenh. & Schuit.
- Calanthe tetragona (Thouars) M.W.Chase, Christenh. & Schuit.
- Calanthe tonkinensis (Aver.) M.W.Chase, Christenh. & Schuit.
- Calanthe torricellensis Schltr.
- Calanthe transiens J.J.Sm.
- Calanthe tricarinata Lindl.
- Calanthe trichoneura (Schltr.) M.W.Chase, Christenh. & Schuit.
- Calanthe trifida Tang & F.T.Wang
- Calanthe triplicata (Willemet) Ames
- Calanthe trulliformis King & Pantl.
- Calanthe truncata J.J.Sm.
- Calanthe truncicola Schltr.
- Calanthe tsiana Y.Q.Chen, J.W.Zhai & S.R.Lan
- Calanthe tsoongiana Tang & F.T.Wang
- Calanthe tuberculosa (Thouars) M.W.Chase, Christenh. & Schuit.
- Calanthe uncata Lindl.
- Calanthe undulata J.J.Sm.
- Calanthe unifolia Ridl.
- Calanthe velutina Ridl.
- Calanthe ventilabrum Rchb.f.
- Calanthe versteegii J.J.Sm.
- Calanthe vestita Wall. ex Lindl.
- Calanthe villosa J.J.Sm.
- Calanthe villosagastris (Thouars) M.W.Chase, Christenh. & Schuit.
- Calanthe wallichii (Lindl.) M.W.Chase, Christenh. & Schuit.
- Calanthe wenshanensis J.W.Zhai, L.J.Chen & Z.J.Liu
- Calanthe whistleri P.J.Cribb & D.A.Clayton
- Calanthe whiteana King & Pantl.
- Calanthe womersleyi P.J.Cribb & Ormerod
- Calanthe woodfordii (Hook.) M.W.Chase, Christenh. & Schuit.
- Calanthe woodii P.J.Cribb
- Calanthe wuxiensis H.P.Deng & F.Q.Yu
- Calanthe yaoshanensis Z.X.Ren & H.Wang
- Calanthe yueana Tang & F.T.Wang
- Calanthe yuksomnensis Lucksom
- Calanthe zollingeri Rchb.f.

Wykaz hynryd
- Calanthe × albolilacina J.J.Sm.
- Calanthe × dominyi Lindl.
- Calanthe × hsinchuensis Y.I Lee
- Calanthe × porphyrea Rchb.f.
- Calanthe × sibuyanense Cootes & G.Tiong
- Calanthe × subhamata J.J.Sm.
- Calanthe × varians J.J.Sm.
- Calanthe × yarlungzangboensis P.P.Wu & Zi Wang